# Sideridis sericea
Sideridis sericea är en fjärilsart som beskrevs av W. Warren 1915. Sideridis sericea ingår i släktet Sideridis och familjen nattflyn. Inga underarter finns listade i Catalogue of Life.